# 金吉謝普區
59°22′N 28°36′E / 59.367°N 28.600°E
金吉謝普區（俄语：Кингисеппский район），是俄羅斯的一個區，位於該國西北部，由列寧格勒州負責管轄，面積2,908平方公里，2010年人口19,308，人口密度每平方公里6.82人。